# Grünweißamazilie
Die Grünweißamazilie (Elliotomyia viridicauda, Syn.: Amazilia viridicauda), oder Berlepschamazilie ist eine Vogelart aus der Familie der Kolibris (Trochilidae). Das Verbreitungsgebiet dieser endemischen Art umfasst die Ostanden in Peru. Der Bestand wird von der IUCN als „nicht gefährdet“ (least concern) eingeschätzt.

## Merkmale
Die Grünweißamazilie erreicht eine Körperlänge von etwa 11 Zentimetern, wobei der leicht gebogene Schnabel circa 2,7 Zentimeter ausmacht. Die Oberseite ist hell metallisch grün mit einem golden-bronzenen Schimmer. Die Flanken sind grün gesprenkelt. Der mittlere Bereich der Unterseite ist vom Kinn bis zur Kloake weiß. Die Oberseite des Schwanzes ist matt grün-grau, dessen Unterseite ist oft an den äußeren Steuerfedern weiß gefleckt. Die Basis der Schwanzfedern ist im Gegensatz zur sehr ähnlichen Weißbauchamazilie (Amazilia chionogaster) niemals weiß. Es besteht kein Geschlechtsdimorphismus.

## Lautäußerungen
Der Ruf klingt wie tzi tzi tziu, twi, den die Grünweißamazilie in Sequenzen von fünf bis sechs Tönen von sich gibt und die etwa zwei Sekunden dauern. Die Töne können sich alternativ wie tzit tziit tziu-tziu-tziu anhören, wobei der zweite Laut besonders intensiv klingt.

## Lebensraum

Verbreitungsgebiet der Grünweißamazilie

Die Grünweißamazilie kommt an den Ostflanken der peruanischen Anden in Höhenlagen von 1000 bis 2750 Metern vor, oft in den Baumkronen von feuchten Wäldern und an Waldrändern. Wahrscheinlich ist sie mehr mit feuchten Wäldern verbunden und löst hier die Weißbauchamazilie ab, die eher ein trockeneres und offeneres Habitat bevorzugt.

## Verhalten
Es ist nicht viel über das Verhalten der Grünweißamazilien bekannt. Oft sitzen sie zwitschernd auf Gebüschzweigen.

## Fortpflanzung
In Cushi in der Provinz Pachitea wurden Grünweißamazilien im Juli beim Nestbau beobachtet. Im Januar wurden sie brütend auf einem Nest in der Region Cusco gesehen.

## Etymologie und Forschungsgeschichte
Hans Hermann Carl Ludwig von Berlepsch beschrieb die Grünweißamazilie unter dem Namen Leucippus viridicauda. Das Typusexemplar stammte aus Huiro in der Provinz Dos de Mayo in der Region Huánuco und wurde von Henry Whitely gesammelt. Lange wurde die Art unter dem im Jahr 1843 von Lesson eingeführten neuen Gattungsnamen Amazilia eingeordnet. John Todd Zimmer hatte die Grünweißamazilie dieser Gattung zugeschlagen. 2017 trennten Frank Garfield Stiles III, James Vanderbeek Remsen, Jr. und der Phylogenetiker Jimmy Adair McGuire die Art von der Gattung Amazilia und stellten sie in die Gattung Elliotia. Sie übersahen dabei, dass der Gattungsname Elliotia bereits 1856 durch Johannes Werner Theodor Nietner für die Käferart Elliotia pallipes (heute Pentagonica pallipes) verwendet wurde und Walter Elliot (1803–1887) gewidmet war. So korrigierten Stiles und Vanderbeek Remsen den Gattungsnamen im Jahr 2019 in Elliotomyia. Amazilia stammt aus einem Roman von Jean-François Marmontel, der in Les Incas, ou La destruction de l'empire du Pérou von einer Inkaheldin namens Amazili berichtet. Elliotomyia ist eine Ehrung an Daniel Giraud Elliot mit dem griechischen Zusatz μυῖα myîa für „Fliege“. Das Artepitheton viridicauda setzt sich aus den lateinischen Wörtern viridis für „grün“ und cauda für „Schwanz“ zusammen.